# María Nsué Angüe
María Nsue Angüe (1945 – 18 tháng 1 năm 2017) là một nhà văn đến từ Guinea Xích Đạo và Bộ trưởng Bộ Giáo dục và Văn hóa.

## Lý lịch và những năm đầu
Sinh ra từ cha mẹ là người dân tộc Fang, bà cùng gia đình di cư sang Tây Ban Nha khi chỉ mới tám tuổi. Ở Tây Ban Nha, bà học văn chương và phát hiện ra niềm đam mê viết lách. Bà trở về Guinea Xích đạo và làm việc cho Bộ Văn hóa và Giáo dục của đất nước. Trong nhiều năm sau đó, bà quyết định rời khỏi châu Phi để chuyển đến Madrid, Tây Ban Nha vĩnh viễn.

## Tác phẩm
Cuốn tiểu thuyết của mình năm 1985, và công việc được đánh giá cao nhất, Ekomo là cuốn tiểu thuyết đầu tiên được viết bởi một phụ nữ Guinea Xích Đạo được công bố. Nó kể câu chuyện về một người phụ nữ Fang và chồng.

### Thơ, bài báo và thơ
Nsué Angüe cũng đã viết một số truyện ngắn, bài báo và thơ. Các chủ đề thường xuyên được đề cập trong công việc của bà liên quan đến quyền của phụ nữ và xã hội châu Phi thời hậu thuộc địa. Phần lớn tác phẩm của bà được lấy cảm hứng từ văn học Fang nổi tiếng.

## Tác phẩm
- Ngouaba Nya, Jean Paul. Sobre los llamados "adjetivos relacionales" en el español de Guinea Ecuatorial: caso de "Ekomo" de María Nsüe Angüe / Jean Paul Ngouaba Nya. Madrid, España: ACCI, Asociación Cultural y Científica Iberoamericana, 2017.
- Nsue Angüe, María, 1948. Truyện ngắn. SelectionsCuentos y relatos / María Nsue ; prólogo de Gloria Nistal.Primera edición. Madrid (España): Sial Ediciones, 2016.
- La recuperación de la memoria: creación cultural e identidad nacional en la literatura hispano-negroafricana, M'bare N'gom (compilador)]. [Alcalá de Henares, Tây Ban Nha]: Universidad de Alcalá, Servicio de Publicaciones, [2004?]
- Miriam DeCosta-Willis (ed.), Daughters of the diaspora: Afra-Hispanic writers , Kingston; Miami: I. Randle, 2003.